# Grand Prix Evropy 2001
Grand Prix Evropy 2001 (XLV Warsteiner Grand Prix d'Europe) devátý závod 52. ročníku mistrovství světa jezdců Formule 1 a 43. ročníku poháru konstruktérů, historicky již 672. grand prix, se uskutečnila na okruhu Nürburgring.

## Výsledky

### Kvalifikace
| Pořadí | Číslo | Pilot                 | Konstruktér        | Čas      | Odstup |
| ------ | ----- | --------------------- | ------------------ | -------- | ------ |
| 1      | 1     | Michael Schumacher    | Ferrari            | 1:14.960 |        |
| 2      | 5     | Ralf Schumacher       | Williams - BMW     | 1:15.228 | +0.268 |
| 3      | 6     | Juan Pablo Montoya    | Williams - BMW     | 1:15.490 | +0.530 |
| 4      | 2     | Rubens Barrichello    | Ferrari            | 1:15.622 | +0.662 |
| 5      | 4     | David Coulthard       | McLaren - Mercedes | 1:15.717 | +0.757 |
| 6      | 3     | Mika Häkkinen         | McLaren - Mercedes | 1:15.776 | +0.816 |
| 7      | 12    | Jarno Trulli          | Jordan - Honda     | 1:16.138 | +1.178 |
| 8      | 11    | Heinz-Harald Frentzen | Jordan - Honda     | 1:16.376 | +1.316 |
| 9      | 17    | Kimi Räikkönen        | Sauber - Petronas  | 1:16.402 | +1.442 |
| 10     | 16    | Nick Heidfeld         | Sauber - Petronas  | 1:16.438 | +1.478 |
| 11     | 10    | Jacques Villeneuve    | BAR - Honda        | 1:16.439 | +1.479 |
| 12     | 18    | Eddie Irvine          | Jaguar - Ford      | 1:16.588 | +1.628 |
| 13     | 9     | Olivier Panis         | BAR - Honda        | 1:16.872 | +1.912 |
| 14     | 22    | Jean Alesi            | Prost - Acer       | 1:17.251 | +2.291 |
| 15     | 7     | Giancarlo Fisichella  | Benetton - Renault | 1:17.378 | +2.418 |
| 16     | 19    | Pedro de la Rosa      | Jaguar - Ford      | 1:17.627 | +2.667 |
| 17     | 23    | Luciano Burti         | Prost - Acer       | 1:18.113 | +3.153 |
| 18     | 15    | Enrique Bernoldi      | Arrows - Asiatech  | 1:18.151 | +3.191 |
| 19     | 14    | Jos Verstappen        | Arrows - Asiatech  | 1:18.262 | +3.302 |
| 20     | 8     | Jenson Button         | Benetton - Renault | 1:18.626 | +3.666 |
| 21     | 21    | Fernando Alonso       | Minardi - European | 1:18.630 | +3.670 |
| 22     | 20    | Tarso Marques         | Minardi - European | 1:18.689 | +3.729 |

### Závod
| Pořadí | Číslo | Jezdec                | Konstruktér      | Kola | Čas/odstoupení | Start | Body |
| ------ | ----- | --------------------- | ---------------- | ---- | -------------- | ----- | ---- |
| 1      | 1     | Michael Schumacher    | Ferrari          | 67   | 1:29:42.724    | 1     | 10   |
| 2      | 6     | Juan Pablo Montoya    | Williams-BMW     | 67   | +4.127         | 3     | 6    |
| 3      | 4     | David Coulthard       | McLaren-Mercedes | 67   | +24.993        | 5     | 4    |
| 4      | 5     | Ralf Schumacher       | Williams-BMW     | 67   | +33.345        | 2     | 3    |
| 5      | 2     | Rubens Barrichello    | Ferrari          | 67   | +45.495        | 4     | 2    |
| 6      | 3     | Mika Häkkinen         | McLaren-Mercedes | 67   | +1:04.868      | 6     | 1    |
| 7      | 18    | Eddie Irvine          | Jaguar-Cosworth  | 67   | +1:06.198      | 12    |      |
| 8      | 19    | Pedro de la Rosa      | Jaguar-Cosworth  | 66   | +1 kolo        | 16    |      |
| 9      | 10    | Jacques Villeneuve    | BAR-Honda        | 66   | +1 kolo        | 11    |      |
| 10     | 17    | Kimi Räikkönen        | Sauber-Petronas  | 66   | +1 kolo        | 9     |      |
| 11     | 7     | Giancarlo Fisichella  | Benetton-Renault | 66   | +1 kolo        | 15    |      |
| 12     | 23    | Luciano Burti         | Prost-Acer       | 65   | +2 kola        | 17    |      |
| 13     | 8     | Jenson Button         | Benetton-Renault | 65   | +2 kola        | 20    |      |
| 14     | 21    | Fernando Alonso       | Minardi-European | 65   | +2 kola        | 21    |      |
| 15     | 22    | Jean Alesi            | Prost-Acer       | 64   | Vyjetí z tratě | 14    |      |
| Ret    | 14    | Jos Verstappen        | Arrows-Asiatech  | 58   | Motor          | 19    |      |
| Ret    | 16    | Nick Heidfeld         | Sauber-Petronas  | 54   | Hnací hřídel   | 10    |      |
| Ret    | 11    | Heinz-Harald Frentzen | Jordan-Honda     | 48   | Vyjetí z tratě | 8     |      |
| Ret    | 12    | Jarno Trulli          | Jordan-Honda     | 44   | Převody        | 7     |      |
| Ret    | 15    | Enrique Bernoldi      | Arrows-Asiatech  | 29   | Převodovka     | 18    |      |
| Ret    | 9     | Olivier Panis         | BAR-Honda        | 23   | Elektronika    | 13    |      |
| Ret    | 20    | Tarso Marques         | Minardi-European | 7    | Elektronika    | 22    |      |

## Průběžné pořadí šampionátu
Pohár jezdců
| Pořadí | Jezdec             | Body |
| ------ | ------------------ | ---- |
| 1      | Michael Schumacher | 68   |
| 2      | David Coulthard    | 44   |
| 3      | Rubens Barrichello | 26   |
| 4      | Ralf Schumacher    | 25   |
| 5      | Juan Pablo Montoya | 12   |

Pohár konstruktérů
| Pořadí | Konstruktér      | Body |
| ------ | ---------------- | ---- |
| 1      | Ferrari          | 94   |
| 2      | McLaren-Mercedes | 53   |
| 3      | Williams-BMW     | 37   |
| 4      | Sauber-Petronas  | 15   |
| 5      | Jordan-Honda     | 13   |